# Richard Spénard
Richard Spénard (* 2. April 1952 in Montreal) ist ein ehemaliger kanadischer Autorennfahrer.

## Karriere
Richard Spénard war 25 Jahre lang als Rennfahrer aktiv und erzielte in dieser langen Karriere sowohl Erfolge bei Monopostorennen als auch im Sportwagensport. Seine ersten Rennen bestritt er in kleinen Monopostoklassen in Kanada und stieg 1977 in die Atlantic Championship ein. Sein erstes Jahr in dieser Rennserie beendete er als Gesamtneunter. Es war das Jahre als Gilles Villeneuve die Gesamtwertung der Serie vor Bobby Rahal, Bill Brack, Price Cobb und Keke Rosberg gewann.
Anfang der 1980er-Jahre wechselte er in den Sportwagensport und fuhr in der IMSA-GT-Serie, wo er keine Erfolge erzielen konnte. Zurück im Monoposto gewann er 1985 und 1986 die Gesamtwertung der kanadischen Formel-Ford2000-Meisterschaft. 
Ab 1987 wurde er zum bestimmenden Fahrer im kanadischen Porsche-Cup. wo er sich Duelle mit seinen Landsleuten Scott Goodyear, Kees Nierop und Jacques Bienvenue lieferte. Dreimal gewann er die Schlusswertung dieser Meisterschaft. 1987 vor Bill Adam und Scott Goodyear, 1989 vor Bill Adams und Richard Laporte sowie 1990 vor David Tennyson und Adams.
Schon während seiner aktiven Karriere und vor allem nach seinem Rücktritt als professioneller Fahrer Ende der Saison 2011 arbeitete Spénard als Fahrlehrer und Renninstruktor bei der Jim Russell Racing School. Zu seinen Schülern zählten Jacques Villeneuve, Greg Moore, Patrick Carpentier und Ron Fellows.
2001 wurde er in die kanadische Motorsport Hall of Fame aufgenommen.

## Statistik

### Le-Mans-Ergebnisse
| Jahr | Team            | Fahrzeug     | Teamkollege    | Teamkollege | Platzierung | Ausfallgrund |
| ---- | --------------- | ------------ | -------------- | ----------- | ----------- | ------------ |
| 1987 | Brun Motorsport | Porsche 962C | Scott Goodyear | Bill Adam   | Ausfall     | Motorschaden |